# Bathyraja schroederi
Bathyraja schroederi är en rockeart som först beskrevs av Johann Ludwig Gerard Krefft 1968.  Bathyraja schroederi ingår i släktet Bathyraja och familjen egentliga rockor. IUCN kategoriserar arten globalt som otillräckligt studerad. Inga underarter finns listade.